# Vlk eurasijský
Vlk eurasijský (Canis lupus lupus) je poddruh vlka obecného. V Česku a Slovensku byl také nazýván jako vlk karpatský. Žije souvisle v pásu od východní, jihovýchodní a severovýchodní Evropy po východní Asii. Na mnoha místech svého původního výskytu (především v Evropě) byl vyhuben. Jeho oblíbeným biotopem jsou smíšené a jehličnaté lesy mírného pásu, lesostepi a lesotundra. Živí se širokou škálou kořisti, především rozličnými kopytníky.

## Základní údaje
Jeho tělo má délku 100–160 cm a váží 30–80 kg. Výška a rozměry se ale mohou lišit dle toho, kde vlk žije, dospělí vlci (samci) žijící na severu Sibiře nebo na Dálném Východě jsou větší, než ti, co žijí v Evropě. Největší známý vlk byl zabit po druhé světové válce na území dnešní Ukrajiny a vážil 86 kg. Výška v kohoutku je maximálně 100 cm. V přírodě se dožívá až 10 let, v zajetí pak až 20 let. Mají klasické zbarvení typické pro většinu vlků – tmavý, až černý hřbet, směrem dolů po bocích světlající až do bílé na břiše.
Samice jsou březí 61–63 dnů a poté porodí 4–7 mláďat. Po narození se o mláďata starají oba rodiče.

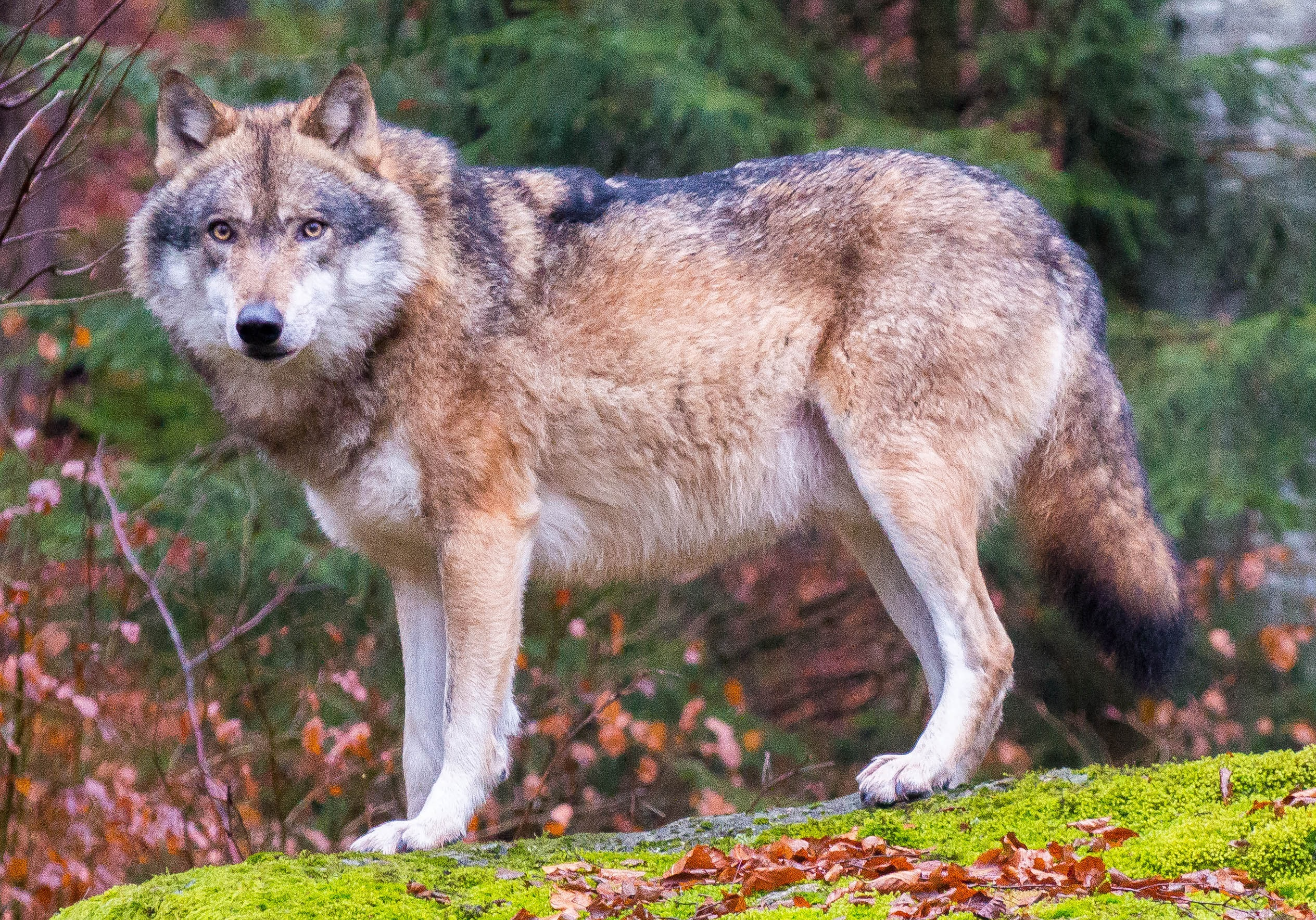

## Historie

### Vyhlazování vlků
Vyhlazování vlků v Evropě probíhalo již dávno ve středověku a pokračovalo až do poloviny 20. století. V Anglii byl poslední vlk zabit na počátku 16. století, za vlády Jindřicha VII. Přestože se dále vyskytovali ve skotských lesích, ty brzy místní obyvatelé vypálili a vlky vyhnali. V Irsku byl poslední vlk zahuben roku 1786. I ve Švédsku zaznamenali vlci úpadek, když ve velkém vymírala jejich kořist, byli nuceni se uchýlit k lovu hospodářských zvířat, za což je místní pronásledovali. V roce 1960 už zde bylo jen pár jedinců. V důsledku použití sněžných skútrů v jejich lovu ale roku 1966 vymřeli i zde. V Dánsku vyhubeni roku 1772 a v Norsku v roce 1973. Ve Francii a Řecku k tomu došlo o pár let později. V následujících letech se sice vlády zemí snažily lovu zamezit, vlci ale byli stále pronásledováni. Jako první přijalo vlky pod ochranu tehdy nacistické Německo v roce 1934. To ale nezamezilo tomu, že poslední jedinec zde zemřel o pár let později roku 1945.

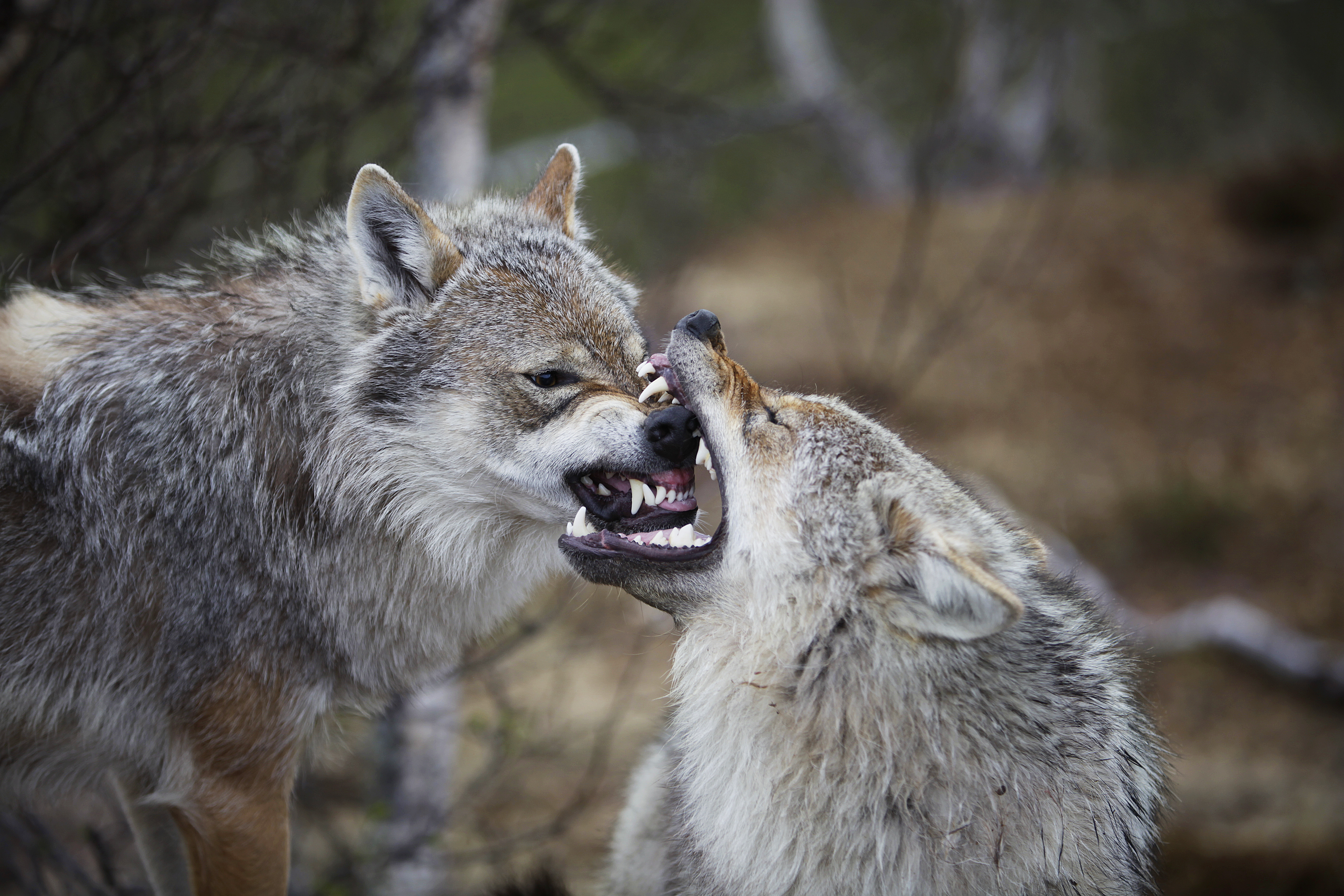

### Oživení
Oživení evropských populací vlků začalo po roce 1950, kdy se většina venkovských obyvatel začala stahovat do velkých měst a tím uvolňovala místo divokým zvířatům, tedy i vlkům.
V roce 1978, po dvanácti letech, se vlci začali navracet do Švédska a odsud do Norska. Roku 2005 se celkový počet švédských a norských vlků odhaduje na nejméně sto, včetně jedenácti chovných párů. Nyní jsou eurasijští vlci chráněni ve Švédsku, částečně pak ve Finsku a Norsku. Od roku 2011 Nizozemsko, Belgie a Dánsko mají také hlášena pozorování vlků pravděpodobně přirozenou migrací ze sousedních zemí, ti se tam ale nikdy nezdrží dlouho. Rumunsko má velkou populaci vlků čítající až 2500 zvířat. Vlčí populace po celé severní a střední Asii jsou neznámé, ale jsou odhadovány v desítkách tisíců.
Eurasijští vlci v Německu
V roce 2015 proběhla v Německu odborná konference o vlcích, žijících a množících se v Německu. První samostatní jedinci se začali objevovat na území německé Lužice po roce 1997 a první smečku zde založenou se podařilo potvrdit v roce 2001. Od té doby se na tomto území stabilizovalo několik smeček a mnoho dalších se postupně začalo objevovat na území celého severního Německa až k hranicím Dánska. V současné době je na území Německa potvrzeno (především prostřednictvím dlouhodobého pozorování včetně speciálních obojků, sběru a genetických rozborů biologického materiálu) něco mezi 30 až 50 vlčími smečkami. Genetické výzkumy mimo jiné potvrdily, že se zdejší vlčí populace liší od populací v Bělorusku, pobaltských zemích, oblasti Karpat i Skandinávie a tvoří samostatnou středoevropskou skupinu. Také veškeré dosavadní testy prokázaly, že prozatím nedošlo k jedinému křížení vlků s divokými psy.

### Eurasijští vlci v Česku
Od jejich vyhubení byl zaznamenán pouze krátkodobý výskyt vlků, např. v Beskydech. Psovité šelmy se ale postupně do Česka vrací. Na konci roku 2014 se v například objevila celá smečka na Kokořínsku – snímky z fotopastí prokázaly, že se smečka další rok rozrostla o vlčata. Jednalo se o první rozmnožování vlků na území Česka po více než 100 letech. Další zpráva pochází ze začátku května roku 2015, kdy vlci na severu Čech u Doks roztrhali ovci. Na začátku září 2015 pak na českolipsku neznámý člověk zastřelil vlka. Jednalo se o dospělého samce vlka eurasijského, příčina úmrtí byla střela do břicha zvířete. Na pachatele byla vypsána odměna 100 000 korun, ten ale nebyl dopaden. Postupně se objevují zprávy o dalších vlcích – ať už o párech či jedincích. Nejméně jedna smečka žije v Krušných horách. Vlk byl zaznamenán také na Vysočině.
Eurasijské vlky je možné vidět i v tuzemských zoologických zahradách, ke spatření jsou například v pražské zoo. Úspěšně je množí i v plzeňské zoo. V ZOO Dvorec proběhly dva odchovy.
Vlčí výběh s vyhlídkovou lávkou je součástí návštěvnického centra Národního parku Šumava v Srní.

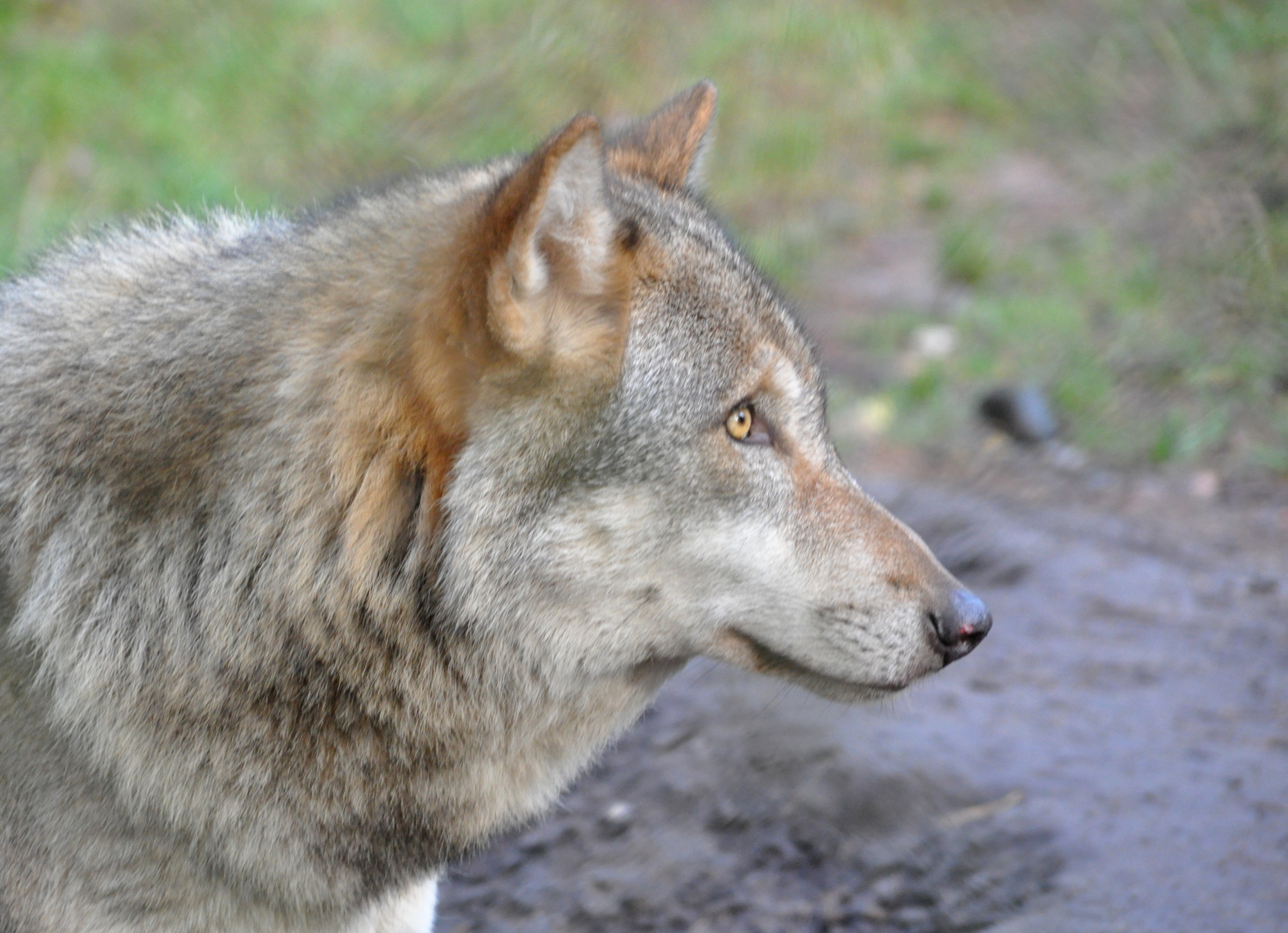

## Ekologie a chování
Vlci jsou smečková zvířata, schopná spolupracovat a logicky myslet, čehož využívají i při svém lovu kořisti, kterou se většinou stávají divoká zvířata, jako jsou jeleni, srnci a divoká prasata. Výjimečně i domácí zvířata, jako jsou ovce.
Přestože lidé mnohdy vlky odsuzují, v posledních deseti letech nebyl nikde na světě zaznamenán jediný útok vlků eurasijských na člověka. Je to hlavně z toho důvodu, že vlci se lidí straní a jen málokdy je možné je zaslechnout nebo dokonce vidět. I kdyby se to někomu podařilo, vlk je plaché zvíře a spíše než útok volí útěk.

## Chov v zoo
V rámci Evropy je tento poddruh vlka k vidění přibližně ve dvou stovkách zoo. V rámci Česka se na konci roku 2018 jednalo o tato zařízení:
- Zoo Děčín
- Zoo Hluboká (Ohrada)
- Zoopark Na Hrádečku, Horní Pěna
- Zoo Plzeň
- Zoo Praha

Na Slovensku je chován ve všech tradičních velkých Zoo.

### Chov v Zoo Praha
Prvním zvířetem chovaným na území zoo (ještě před jejím otevřením od června 1931) byl právě vlk, resp. vlčice pojmenovaná Lotta (Lota). V průběhu 30. let 20. století bylo do pražské zoo dovezeno ještě několik vlků. Po pauze, kdy byli chováni např. polární vlci, se vlk eurasijský chová od roku 2000. V říjnu 2000 byly dovezeny dvě samice (Lupina a Boja) ze zoo v bavorském Lohbergu. V únoru 2001 k nim byl dovezen samec Lobo z Wildparku Eekholt v Německu. Tím vznikla tříčlenná chovná skupina. První úspěšný odchov byl zaznamenán následujícího roku, tedy v roce 2002. Celkem se v této skupině postupně narodilo 56 mláďat a následně byla reprodukce pozastavena a alfa pár se nechal v klidu dožít. Nová smečka začala být vytvářena v roce 2014. Samice Geena a Gofi, dvě sestry ze Zoo Plzeň byly dovezeny právě ve zmíněném roce. Ještě ve stejném roce byl dovezen také samec Grim (z Tierparku Gotha v Durynsku, Německo). V roce 2017 se narodilo této smečce první mláďata. Ke konci roku 2018 bylo chováno sedm jedinců (dva samci a pět samic).
První vlčice i další vlci ve 30. letech 20. století obývali výběh u vstupu, kde jsou od 90. let 20. století pandy červené. Od roku 2001 obývají vlci eurasijští výběh o rozloze takřka 0,2 ha v horní části zoo. Výběh, který tvoří součást expozičního celku Severský les.